# Aérodrome d'Ancenis
L’aéroport d’Ancenis (code OACI : LFFI) est un aéroport civil, ouvert à la circulation aérienne publique (CAP), situé à 4,5 km au nord d’Ancenis dans la Loire-Atlantique (région Pays de la Loire, France).
Il est utilisé pour l’aviation d'affaires et pour la pratique d’activités de loisirs et de tourisme (aviation légère et hélicoptère).

## Histoire

### L'aérodrome d'Ancenis sur le site de l'Aubinière
L’aérodrome est né en 1968 quand des passionnés d’aviation se cotisèrent pour acheter un Leduc RL-19. Ils commencèrent à voler avec un moniteur bénévole sur la piste en herbe de l’Aubinière. 
En 1972, ils se dotèrent d’un Piper Cub de 1944 qu’ils remirent à neuf en 1993 sous ses couleurs d’origine.
En 1980, une piste en dur utilisable par tous les temps vit le jour. Leur association prenant de l’ampleur, ils durent se doter d’un Rallye MS.880B et d’un Piper PA-28 Warrior. Quelques années après, ils se dotèrent d’un DR400-120.
L’idée de la création d’un site industriel et d’une piste d’aviation mieux orientée dans le sens des vents dominants Est-Ouest faisait son chemin parmi les responsables politiques de la région dont l’UDF Edouard Landrain, élu depuis 1965 et maire d’Ancenis entre 1977 et 2001.

### Le nouvelle aérodrome d'Ancenis sur le site Chateau-Rouge
En 1996, des locaux (hangars, bureaux...) et une nouvelle piste, améliorée de 1 200 mètres furent créés entre la route RD923 et l'autoroute A11 et près de la toute nouvelle usine Toyota Material Handling dans le secteur Château Rouge. 
Le 25 septembre 1996, le site Aéropôle est inauguré en présence du Ministre de l’Économie et des Finances, Jean Arthuis et de l’ambassadeur du Japon en France venu également inaugurer l'usine Toyota. 
En 2006, c'est l'arrivée d’un nouvel avion à l'aéroclub, un Fournier RF-6.
En 2011, la concession de l'aéroport est confiée à Vinci Airport pour 14 ans par le biais de la Société d’Exploitation de l’Aéroport du Pays d’Ancenis (SEAPA), l'aéroport appartenant à la Communauté de communes du Pays d'Ancenis (COMPA).
En 2018, l'aéroclub d'Ancenis fête ses 50 ans.
Le 17 mars 2020, l'aérodrome ferme pendant deux mois lors du confinement imposé lors de la pandémie du covid-19 par le gouvernement français. Seuls les vols d'entrainement du Samu et trois vols commerciaux vers l'Algérie ont pu avoir lieu.
La société de gestion aéroportuaire Edeis reprend la concession de l'aérodrome dès le 16 avril 2025  au travers d’une délégation de service public, pour une durée de 8 ans à la suite de Vinci Airports qui n'a pas postulé à son renouvellement. Un projet de déménagement de l'aviation de loisirs de l'aéroport de Nantes Atlantique est toujours en cours avec une installation soit sur l'aéroport de la Baule ou sur celui d'Ancenis'.
L’aérodrome d’Ancenis-Saint-Géréon fêtera ses 30 ans en 2026.

## Installations

### Piste(s)
L’aérodrome dispose d’une piste bitumée orientée Est-Ouest (07/25), longue de 1 200 mètres et large de 25. Elle est dotée :
- d’un balisage diurne et nocturne (feux basse intensité) ;
- d’un indicateur de plan d’approche (PAPI) pour chaque sens d’atterrissage.

### Prestations
L’aérodrome n’est pas contrôlé mais dispose d’une aire à signaux (ASI). Les communications s’effectuent en auto-information sur la fréquence de 118,200 MHz. Il est agréé avec limitations pour le vol à vue (VFR) de nuit.
S’y ajoutent :
- une aire de stationnement de 8 700 m2 ;
- une aérogare de 120 m2 ;
- des hangars d’une surface totale de 1 200 m2 ;
- une station d’avitaillement en carburant (100LL et Jet A1)[7].

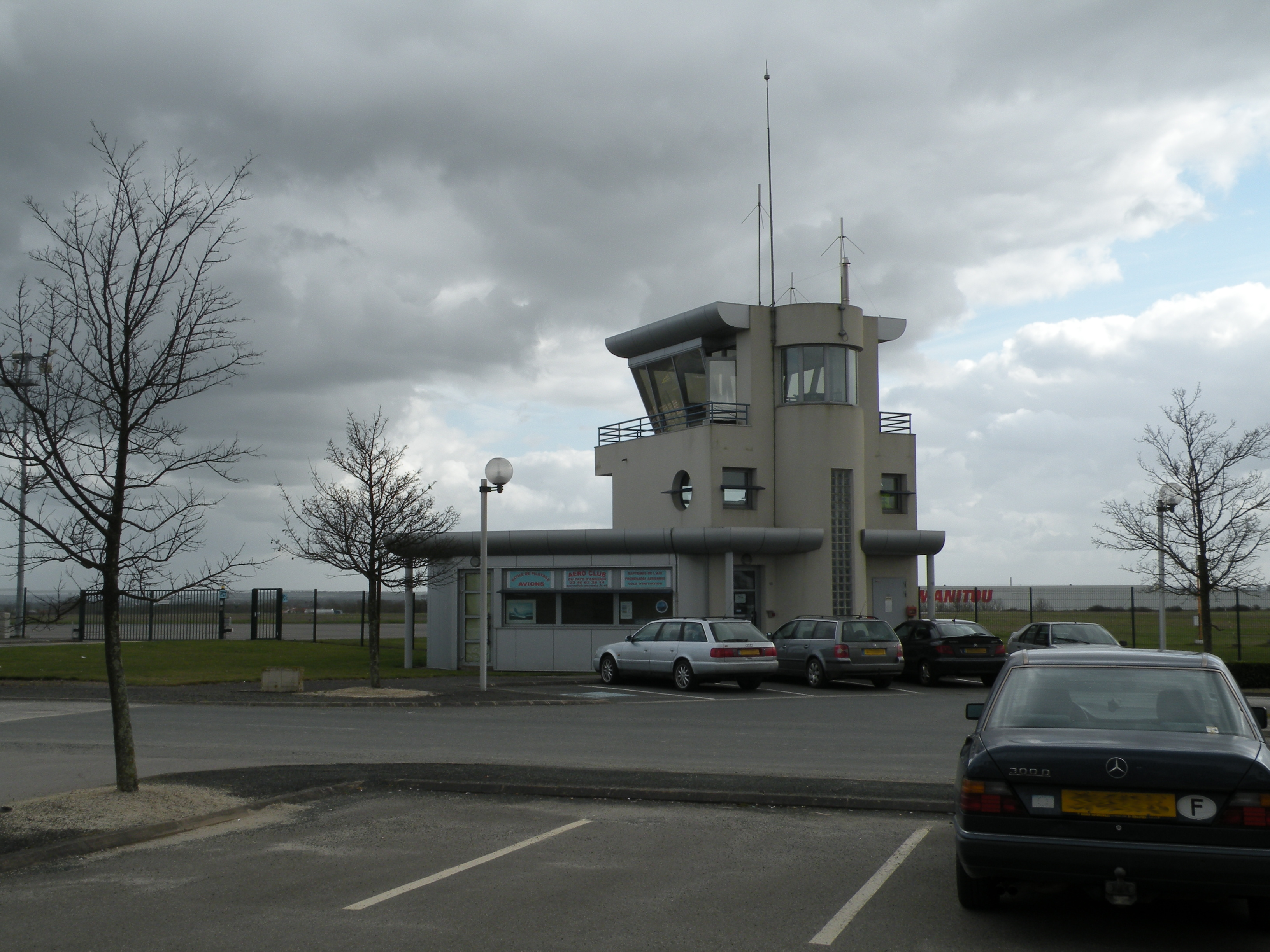
Tour de l'aéroport d'Ancenis.

Ancien logotype de l'aéroport.

## Activités

### Transport aérien
L'aéroport n'accueille aucune ligne régulière (L'aéroport international de Nantes se situe à 50 kilomètres).
En 2017, Ancenis a accueilli 11 982 mouvements (1x atterrissage/décollage) dont 179 mouvements commerciaux (9618 pour l'aéroclub, 1452 privés français, 32 privés internationaux, 219 pour travail aérien, 442 appareils commerciaux et 40 autres officiels/militaires). Il y a eu 252 mouvements de nuit.
Ceci représente 763 passagers commerciaux dont 14 internationaux.
Concernant la provenance des vols commerciaux, ils viennent essentiellement du Luxembourg, Allemagne et Belgique (Arrivée ou départ). Au niveau national, c'est Paris-Le Bourget qui reste l'aéroport générant le plus de trafic (63) suivi de Toussus-le-Noble (3), Bordeaux, Toulon et Caen.
Concernant l'aviation générale, Nantes représente 473 mouvements suivi de Cholet avec 447 mouvements, Angers 208, Montaigu 194 et Laval 137.
Concernant la typologie des appareils, c'est le Robin DR-400 qui est le plus représenté en aviation générale (7684 mouvements) et l'hélicoptère AS350 pour mouvements. Le SAMU 44 et son BELL B-429 représente 147 mouvements. Pour l'aviation d'affaires et commerciale, c'est l'hélicoptère AS350 le plus représenté et les Cessna Citation II et Jet (8 et 6 places) et Beech 200 (10 places).
En 2018, il y a eu 849 passagers commerciaux dont 6 internationaux ainsi que 12 139 mouvements dont 207 commerciaux, en 2019, c'est 1164 passagers qui ont transité pour 263 mouvements commerciaux et 14 668 mouvements non commerciaux.
La compagnie d'affaires Valljet est présente sur la plateforme.
En 2023, Ancenis a accueilli 12.598 mouvements d'aéronefs dont 83 vols commerciaux. On retrouve 16 vols commerciaux internationaux concernant l’Allemagne, la Belgique, la Suisse, l’Italie, l’Autriche et l’Espagne (7 des ces vols ont été réalisés par la compagnie European Aircraft Private Club basée à Charleroi en Belgique).  Au niveau national, Paris-Le Bourget est toujours l’aéroport générant le plus de trafic, tant à l'arrivée qu'au départ. Ces vols ont été réalisés par la compagnie Valljet. 

### Loisirs et tourisme
- Aéro-club du Pays d’Ancenis
- Compagnie hélicoptère Héliberté

### Statistiques
| Mouvements                 | 2001   | 2002   | 2003  | 2004  | 2005   | 2006   | 2007   | 2008   | 2009   | 2010   | 2011   |
| -------------------------- | ------ | ------ | ----- | ----- | ------ | ------ | ------ | ------ | ------ | ------ | ------ |
| Mouvements commerciaux     | 32     | 178    | 0     | 205   | 0      | 24     | 0      | 10     | 44     | 102    | 38     |
| Mouvements non commerciaux | 10 869 | 10 766 | 5 761 | 8 369 | 15 362 | 10 507 | 10 255 | 10 449 | 11 327 | 10 933 | 10 770 |
| - Locaux                   | 9 408  | 9 286  | 4 071 | 5 487 | 11 704 | 8 337  | 8 119  | 8 290  | 8 948  | 8 678  | 8 502  |
| - Voyages                  | 1 461  | 1 480  | 1 690 | 2 882 | 3 658  | 2 170  | 2 136  | 2 159  | 2 379  | 2 255  | 2 268  |
| Total                      | 10 901 | 10 944 | 5 761 | 8 574 | 15 362 | 10 531 | 10 255 | 10 459 | 11 371 | 11 035 | 10 808 |

## Galerie photographique

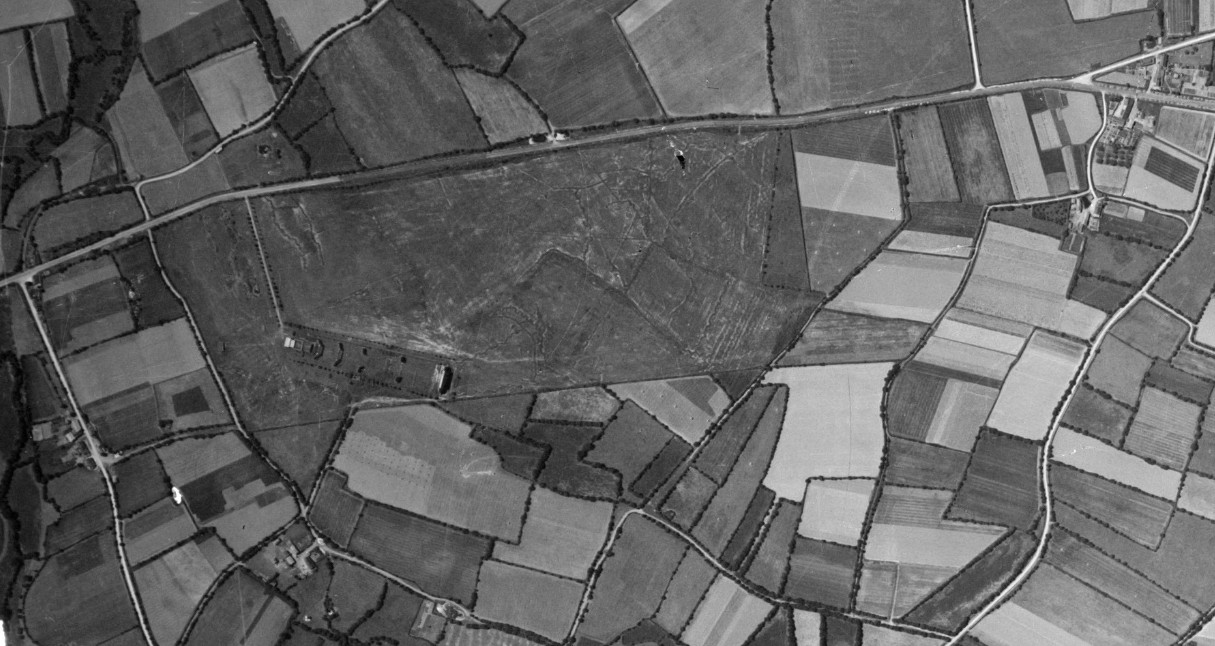
Emplacement de l'ancien aérodrome d'Ancenis en 1949
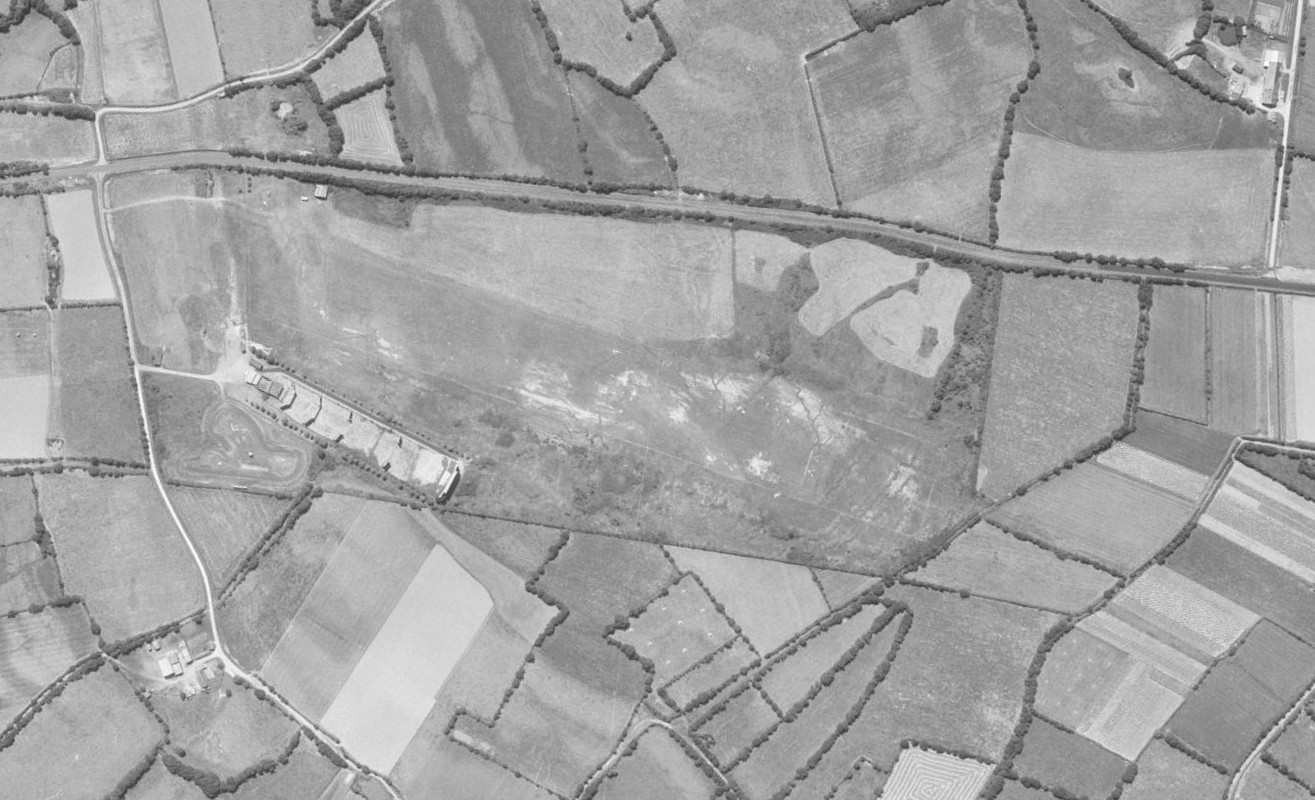
Ancien aérodrome d'Ancenis en 1968 et sa piste en herbe
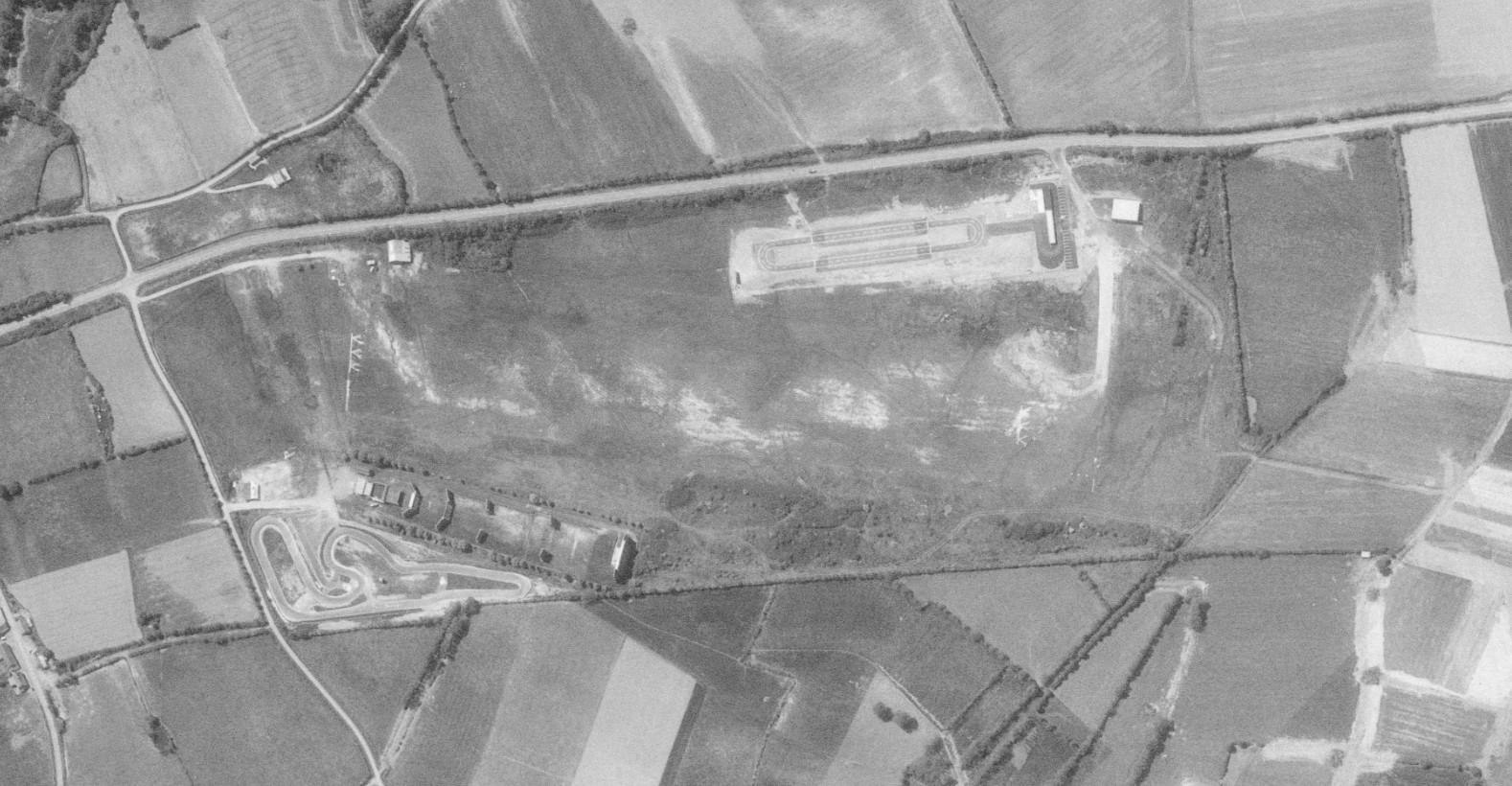
Ancien aérodrome d'Ancenis en 1979 et sa piste en herbe
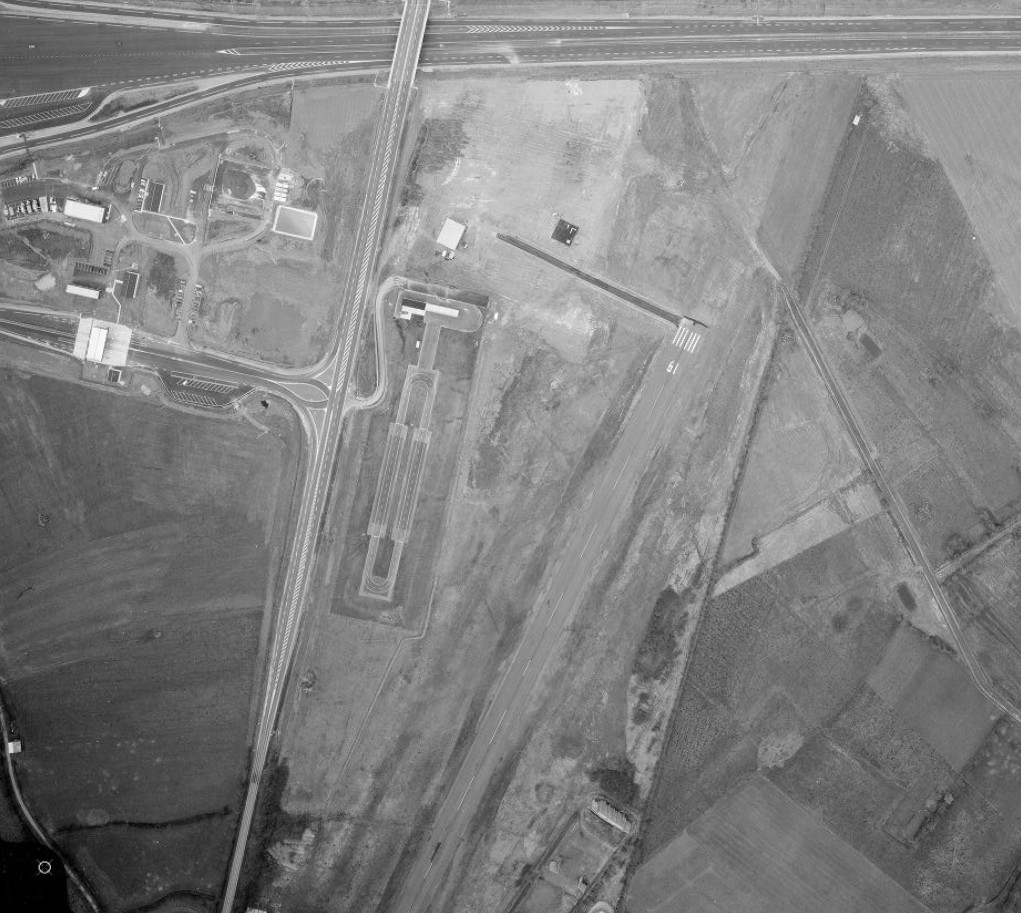
Ancien aérodrome d'Ancenis en 1981 et sa piste en dur (autoroute Nantes-Angers construite)
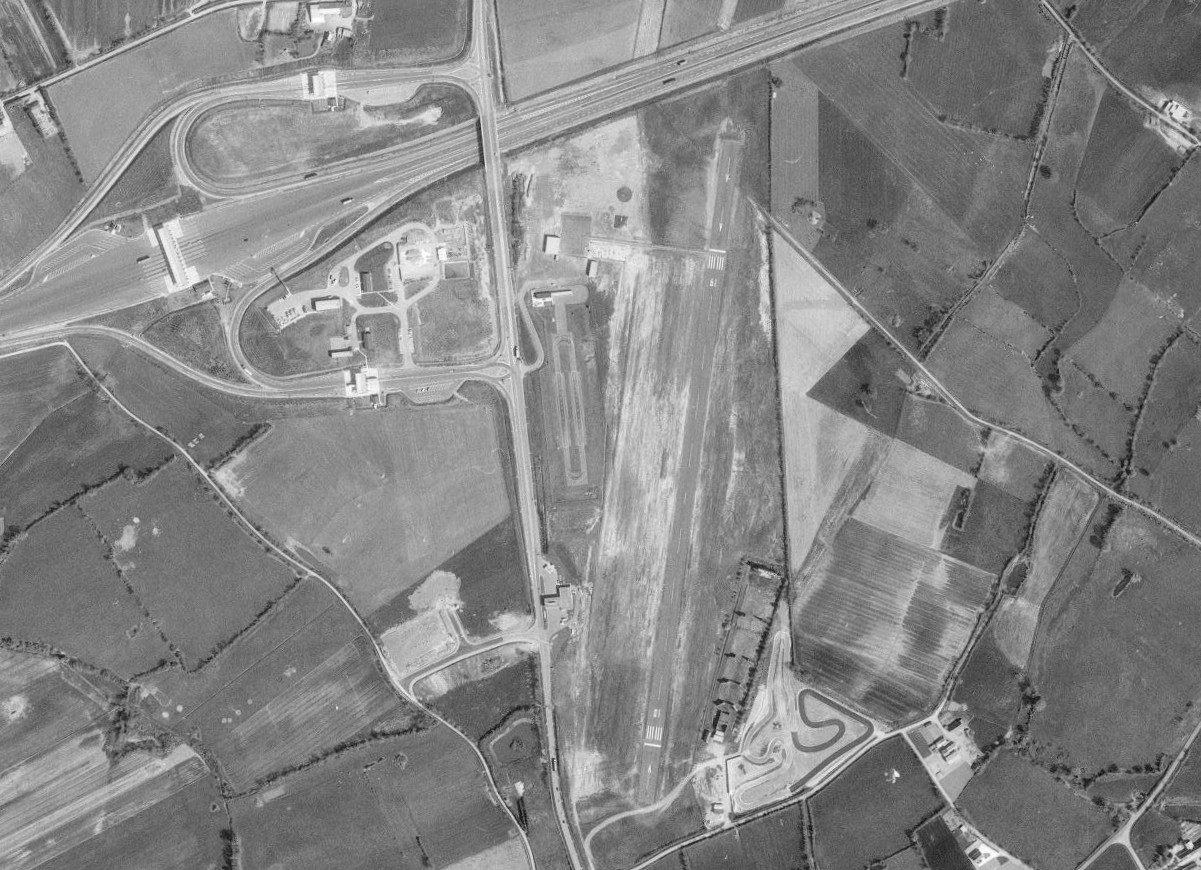
Ancien aérodrome d'Ancenis en 1985 avec sa piste en herbe et la piste enrobée 10/19
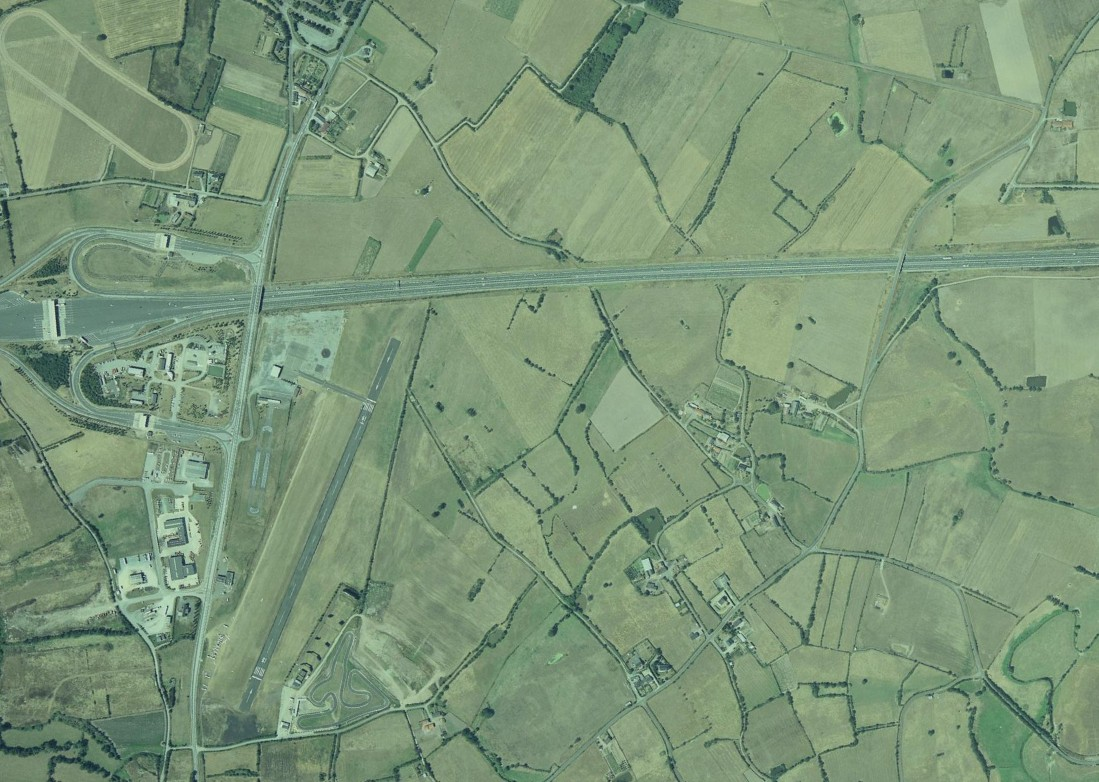
Ancien aérodrome d'Ancenis en 1993 avec la piste en herbe et la piste enrobée 10/19
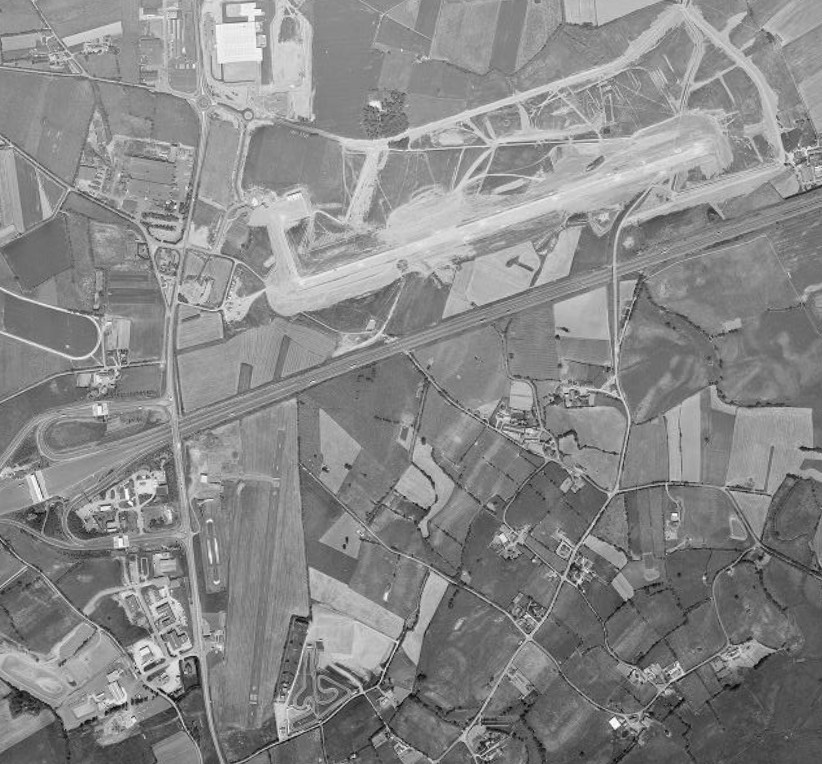
Ancien aérodrome d'Ancenis en 1996 et le nouveau en construction
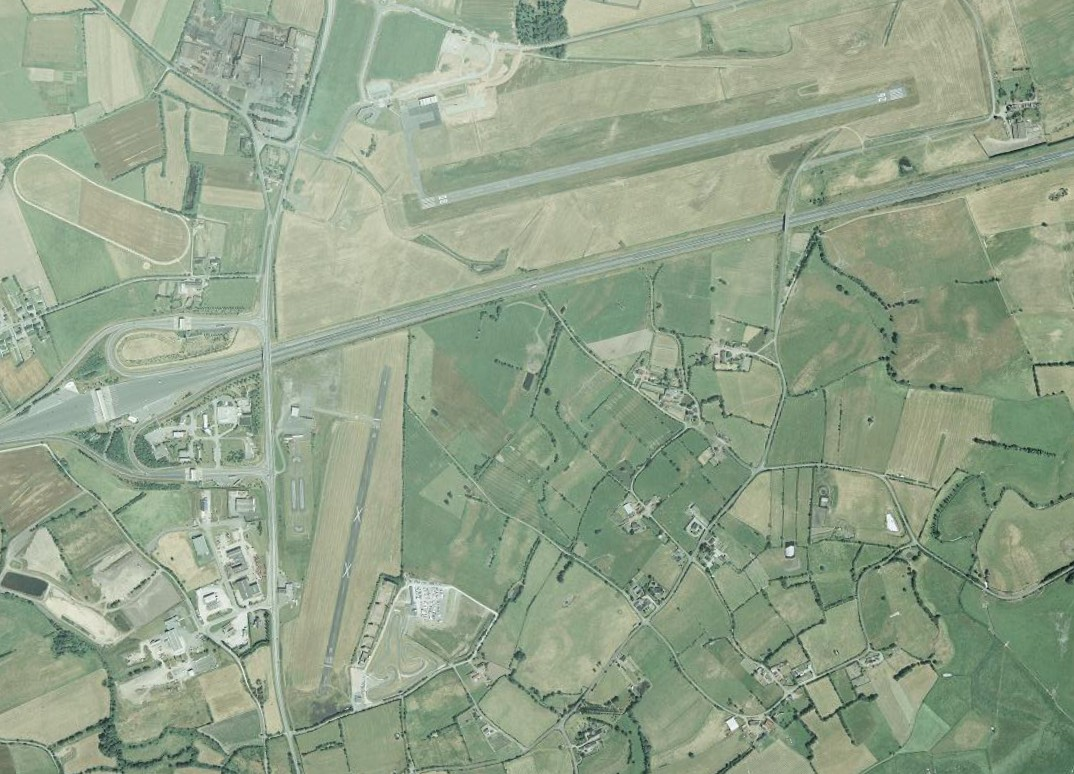
L'ancien aérodrome d'Ancenis et le nouveau en 1999 (piste enrobée 08/26)
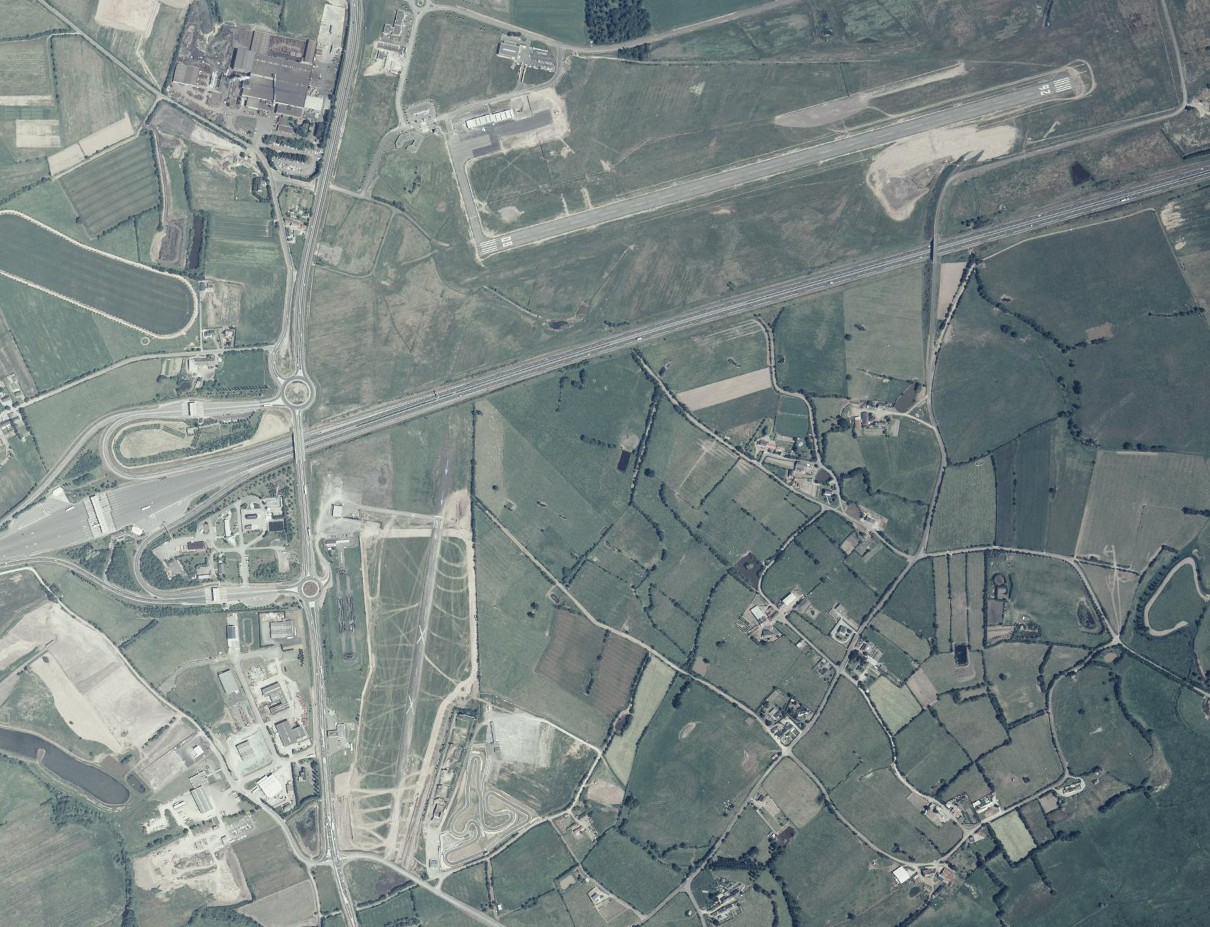
L'ancien aérodrome d'Ancenis et le nouveau en 2002
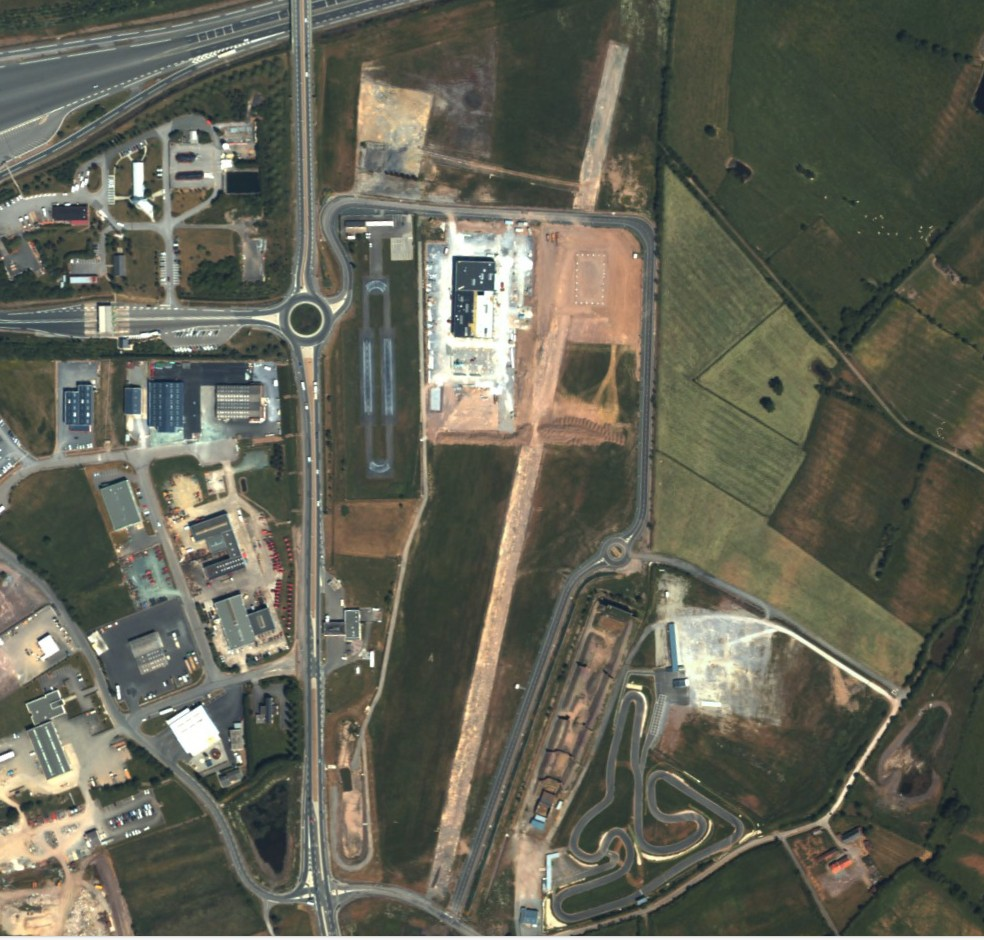
L'ancien aérodrome d'Ancenis en 2013 avec la construction des usines Manitou/Ligartis/Artipôle
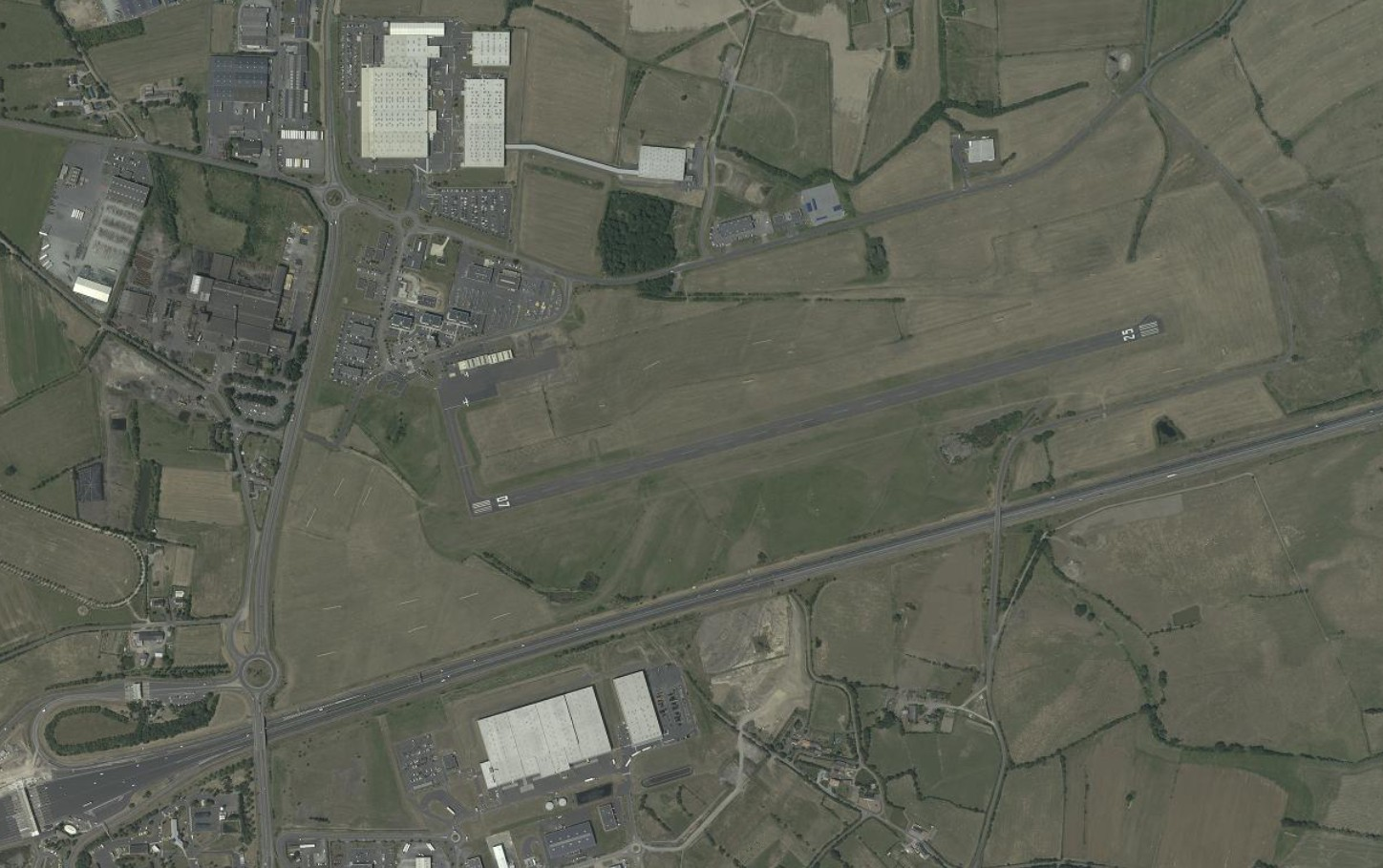
Aérodrome d'Ancenis en 2013 et sa piste 07/25
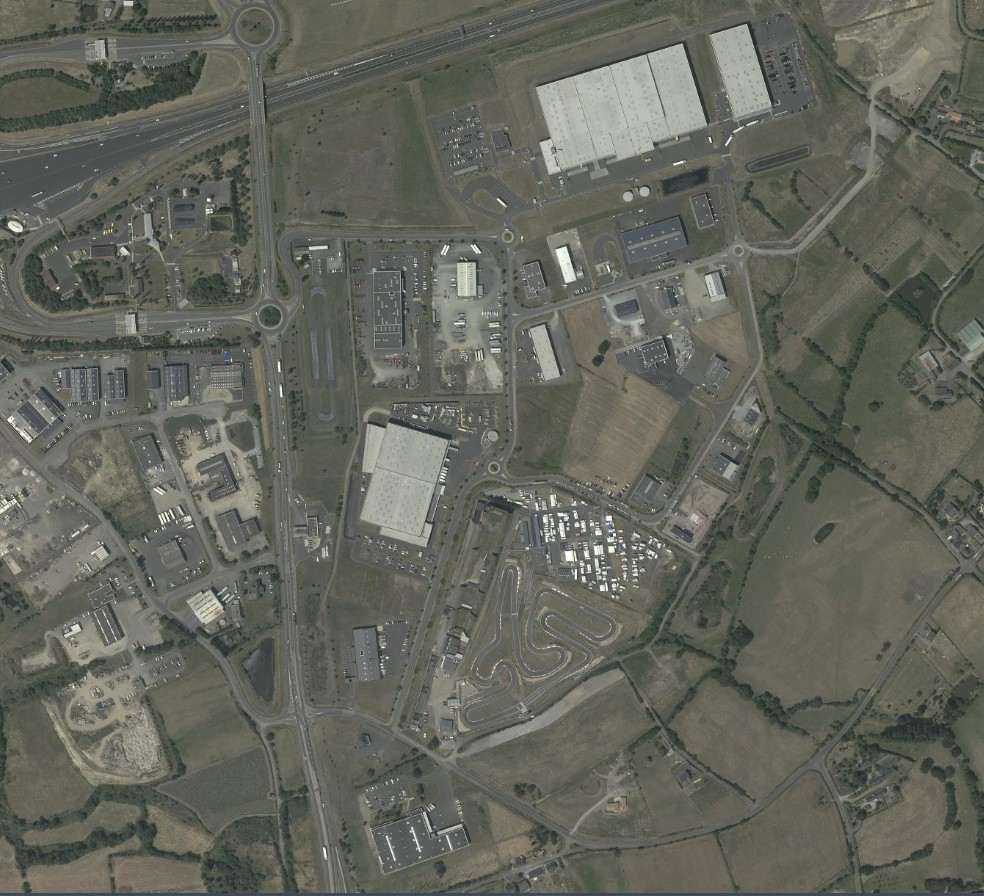
L'ancien aérodrome d'Ancenis en 2013 avec les usines Manitou à la place